# Svjatošyn (stanice metra v Kyjevě)
Svjatošyn (ukrajinsky Святошин) je stanice kyjevského metra na Svjatošynsko-Brovarské lince.

## Charakteristika
Stanice je trojlodní, kdy úzké pilíře jsou obloženy mramorem. Obklad kolejových zdí je z dlaždic a obsahuje různé modré vzory taktéž z dlaždic.
Stanice má dva vestibuly, první vestibul má východ ústící na prospekt Peremohy a druhý vestibul ústí na nádraží Svjatošyn a na plošču Herojiv Bresta.
Vestibuly jsou s nástupištěm propojeny schodištěm.